# Marlena Sakowska-Baryła
Marlena Sakowska-Baryła (ur. 1977 w Ciechanowie) – doktor habilitowany nauk prawnych, radca prawny,  profesor Uniwersytetu Łódzkiego na Wydziale Prawa i Administracji, partnerka w Sakowska-Baryła, Czaplińska Kancelaria Radców Prawnych sp. p., wiceprezeska SBC Inspektor sp. z o.o. oraz redaktor naczelna kwartalnika „ABI Expert”, członkini kadry naukowej Instytutu Prawa Nowych Technologii i Ochrony Danych Osobowych na Uczelni Łazarskiego, członkini składu Społecznego Zespołu Ekspertów przy Prezesie Urzędu Ochrony Danych Osobowych, założycielka Stowarzyszenia Praktyków Ochrony Danych (SPOD). 

## Życiorys
W 2001 r. ukończyła z wyróżnieniem studia prawnicze na Wydziale Prawa i Administracji Uniwersytetu Łódzkiego. W 2006 r. na tym wydziale uzyskała stopień doktora nauk prawnych na podstawie rozprawy doktorskiej pt. „Prawo do ochrony danych osobowych – studium z zakresu prawa konstytucyjnego” przygotowanej w Katedrze Prawa Konstytucyjnego. W 2023 r. uzyskała stopień doktora habilitowanego nauk społecznych w dyscyplinie nauki prawne nadany przez Radę Dyscyplin Naukowych Nauki Prawne oraz Ekonomia i Finanse na Wydziale Prawa, Administracji i Ekonomii Uniwersytetu Wrocławskiego na podstawie dorobku habilitacyjnego oraz monografii pt. "Ochrona danych osobowych a dostęp do informacji publicznej i ponowne wykorzystywanie informacji sektora publicznego". W latach 2004–2008 odbyła aplikację radcowską w Okręgowej Izbie Radców Prawnych w Łodzi, uzyskując wpis na listę radców prawnych w 2008 r. W 2021 r. ukończyła studia podyplomowe – Biznes. AI: Technologia, Prawo, Zastosowanie Sztucznej Inteligencji w Akademii Leona Koźmińskiego.
W 2022 r. znalazła się na „Liście 25 najlepszych prawniczek w biznesie” magazynu „Forbes Women” oraz Fundacji Women in Law wyróżniona w dziedzinie „Działalność naukowa”.
Jest kierowniczką Studiów Podyplomowych „Prawo nowych technologii – obsługa biznesu i sektora publicznego” prowadzonych na WPiA UŁ. 

## Wybrane publikacje
Autorka publikacji z zakresu ochrony danych, dostępu do informacji i ich ponownego wykorzystywania, w tym monografii:
- Realizacja praw osób, których dane dotyczą, na podstawie RODO[8]
- Prawo do ochrony danych osobowych[9]
- Sztuczna inteligencja, transfery, odpowiedzialność i inne wyzwania ochrony danych osobowych[10]
- Ochrona danych osobowych a dostęp do informacji publicznej i ponowne wykorzystywanie informacji sektora publicznego. Próba zdefiniowania relacji w polskim porządku prawnym[11]
- Ochrona danych osobowych w warunkach pracy zdalnej[12]